# Церина
Церина (словен. Cerina) — поселення в общині Брежиці, Споднєпосавський регіон, Словенія. Висота над рівнем моря: 223,9 м.